# Prefetture della Grecia
Le prefetture della Grecia (in greco: νομοί, nomói; sing. νομός, nomós) costituivano la suddivisione territoriale di secondo livello del Paese, dopo le periferie, e ammontavano a 54; esse si suddividevano ulteriormente in comuni. Sono state soppresse il 1º gennaio 2011, contestualmente all'istituzione di 74 unità periferiche, sulla base di quanto disposto dalla riforma amministrativa nota come programma Callicrate.

## Descrizione
Sotto il profilo territoriale, le prefetture sono venute a coincidere, in buona parte, con le nuove unità periferiche. Nondimeno alcune prefetture, ossia quella della capitale e quelle insulari, sono state scorporate in più unità periferiche:
- Prefettura di Atene: Atene Centrale, Meridionale, Occidentale e Settentrionale;
- Prefettura di Cefalonia: Cefalonia e Itaca;
- Cicladi: Andro, Ceo-Citno, Mykonos, Milo, Nasso, Paro, Santorini, Siro e Tino;
- Dodecaneso: Calimno, Coo, Rodi e Scarpanto;
- Prefettura di Kavala: Kavala e Taso;
- Prefettura di Lesbo: Lesbo e Lemno;
- Prefettura di Magnesia: Magnesia e Sporadi;
- Prefettura del Pireo: Il Pireo e Isole;
- Prefettura di Samo: Samo e Icaria.

Le prefetture di Atene, Attica Occidentale, Attica Orientale e Pireo erano qualificate come nomarchie.

## Lista
| Localizzazione | Prefettura                     | Capoluogo      | Popolazione (2001) | Superficie (km2) |
| -------------- | ------------------------------ | -------------- | ------------------ | ---------------- |
|                | Acaia                          | Patrasso       | 318 928            | 3 271            |
|                | Arcadia                        | Tripoli        | 91 326             | 4 419            |
|                | Argolide                       | Nauplia        | 102 392            | 2 154            |
|                | Arta                           | Arta           | 73 620             | 1 662            |
|                | Atene (Nomarchia)              | Atene          | 3 894 573          | 3 808            |
|                | Attica Occidentale (Nomarchia) | Eleusi         |                    |                  |
|                | Attica Orientale (Nomarchia)   | Pallene        |                    |                  |
|                | Beozia                         | Livadeia       | 123 913            | 2 952            |
|                | Calcidica                      | Polygyros      | 96 849             | 2 918            |
|                | Candia                         | Candia         | 291 225            | 2 641            |
|                | Cefalonia                      | Argostoli      | 37 756             | 904              |
|                | Chio                           | Chio           | 53 106             | 904              |
|                | Cicladi                        | Ermopoli       | 109 956            | 2 572            |
|                | Corfù                          | Corfù          | 111 081            | 641              |
|                | Corinzia                       | Corinto        | 144 527            | 2 290            |
|                | Dodecaneso                     | Rodi           | 188 506            | 2 714            |
|                | Drama                          | Drama          | 102 184            | 3 468            |
|                | Elide                          | Pyrgos         | 183 521            | 2 618            |
|                | Emazia                         | Veria          | 142 471            | 1 701            |
|                | Etolia-Acarnania               | Missolungi     | 219 092            | 5 461            |
|                | Eubea                          | Calcide        | 207 305            | 4 167            |
|                | Euritania                      | Karpenisi      | 19 518             | 1 869            |
|                | Evros                          | Alessandropoli | 149 283            | 4 242            |
|                | Florina                        | Florina        | 54 109             | 1 924            |
|                | Focide                         | Amfissa        | 37 866             | 2 120            |
|                | Ftiotide                       | Lamia          | 169 542            | 4 441            |
|                | Giannina                       | Giannina       | 161 027            | 4 990            |
|                | Grevena                        | Grevena        | 32 567             | 2 291            |
|                | Pireo (Nomarchia)              | Il Pireo       |                    |                  |
|                | Karditsa                       | Karditsa       | 120 265            | 2 636            |
|                | Kastoria                       | Kastoria       | 53 702             | 1 720            |
|                | Kavala                         | Kavala         | 141 499            | 2 111            |
|                | Kilkis                         | Kilkis         | 86 424             | 2 519            |
|                | Kozani                         | Kozani         | 153 939            | 3 516            |
|                | La Canea                       | La Canea       | 148 450            | 2 376            |
|                | Laconia                        | Sparta         | 92 811             | 3 636            |
|                | Larissa                        | Larissa        | 282 156            | 5 381            |
|                | Lasithi                        | San Nicolò     | 75 736             | 1 823            |
|                | Lesbo                          | Mitilene       | 108 288            | 2 154            |
|                | Leucade                        | Leucade        | 21 888             | 356              |
|                | Magnesia                       | Volo           | 205 005            | 2 636            |
|                | Messenia                       | Calamata       | 166 566            | 2 991            |
|                | Pella                          | Edessa         | 143 957            | 2 506            |
|                | Pieria                         | Katerini       | 126 412            | 1 516            |
|                | Prevesa                        | Prevesa        | 58 144             | 1 036            |
|                | Retimo                         | Retimo         | 78 957             | 1 496            |
|                | Rodopi                         | Komotini       | 111 237            | 2 543            |
|                | Salonicco                      | Salonicco      | 1 084 001          | 3 683            |
|                | Samo                           | Vathy          | 43 841             | 778              |
|                | Serres                         | Serres         | 194 483            | 3 968            |
|                | Tesprozia                      | Igoumenitsa    | 43 601             | 1 515            |
|                | Trikala                        | Trikala        | 132 689            | 3 384            |
|                | Xanthi                         | Xanthi         | 102 959            | 1 793            |
|                | Zante                          | Zante          | 38 883             | 406              |